# Idaea epipasta
Idaea epipasta är en fjärilsart som beskrevs av Turner 1908. Idaea epipasta ingår i släktet Idaea och familjen mätare. Inga underarter finns listade i Catalogue of Life.